# Horse Pasture
Horse Pasture è un census-designated place (CDP) degli Stati Uniti d'America, situato nello stato della Virginia, nella contea di Henry. Secondo il censimento del 2020 gli abitanti di Horse Pasture ammontavano a 2 058.